# Marina Di Guardo
Marina Di Guardo (ur. 29 października 1961 w Novara) – włoska pisarka.

## Życiorys
Pracowała jako zastępca dyrektora salon wystawowy Blumarine.  Od 2019 roku jest felietonistką programu telewizyjnego „Mattino Cinque” w kanale Canale 5.
Jest matką Chiary Ferragni, Valentiny Ferragni i Francesca Ferragni.
Jej powieść Pamięć ciał została przetłumaczona w Polsce przez Wydawnictwo Sonia Draga.

## Twórczość
- L'inganno della seduzione, Nulla Die, 2012. ISBN 978-88-97364-28-3
- Non mi spezzi le ali, Nulla Die, 2014. ISBN 978-88-97364-90-0
- Com'è giusto che sia, Mondadori, 2017. ISBN 978-88-04-67404-7
- La memoria dei corpi, Mondadori, 2019. ISBN 978-88-04-70798-1
- Nella buona e nella cattiva sorte, Mondadori, 2020.[9] ISBN 978-88-04-73141-2
- Dress code rosso sangue, Mondadori, 2021. ISBN 978-88-04-74249-4
- Quello che ti nascondevo, Mondadori, 2023. ISBN 978-88-04-78169-1

### Tłumaczenia polskie
- Pamięć ciał, Sonia Draga, 2020. ISBN 978-83-66512-61-0